# 172317 Walterbos
172317 Walterbos è un asteroide della fascia principale. Scoperto nel 2002, presenta un'orbita caratterizzata da un semiasse maggiore pari a 2,7536173 UA e da un'eccentricità di 0,0847039, inclinata di 14,14669° rispetto all'eclittica.